# Fernando Garrido Falla
Fernando Garrido Falla (Granada, 11 de octubre de 1921 - Madrid, 25 de marzo de 2003) fue un jurista español. Es considerado, junto a Eduardo García de Enterría, uno de los padres de la Ciencia Jurídica Pública en la España del siglo XX. Fue Letrado Mayor de las Cortes Generales entre 1981 y 1982.

## Biografía
Licenciado en Derecho por la Universidad de Granada, se traslada luego a Madrid, donde obtiene por oposición una plaza a Letrado de Cortes en 1946.
En 1951 obtiene la Cátedra de Derecho Administrativo en la Universidad de Zaragoza y en 1961 la de Derecho Administrativo y Ciencias Políticas en la Facultad de Ciencias Políticas y Económicas de la Complutense.
Fue uno de los arquitectos de las reformas organizativas que tuvieron lugar en la Administración Pública de España durante los años 60. siendo nombrado jefe del Gabinete de Estudios para la Reforma Administrativa de la Presidencia del Gobierno, puesto desde el que participó en la elaboración de la decisiva Ley de Funcionarios Civiles del Estado de 1964. También participó en comisiones de redacción de importantes leyes en la segunda mitad del siglo XX en España, como la Procedimiento Administrativo, la de expropiación forzosa o la de Montes.
Posteriormente, hasta 1966 fue secretario general de la Comisión Superior de Personal, dedicándose luego al ejercicio de la abogacía.
En 1988 es nombrado Profesor emérito de Derecho Administrativo por la Universidad Complutense y continuó ejerciendo en el Tercer Ciclo.
Siguió ejerciendo el Derecho hasta sus últimos tiempos y así en 1997, fue nombrado presidente de la Comisión de Arbitraje Deportivo; en 1998, presidente del Tribunal de Arbitraje del Comité Olímpico Español. Su último cargo lo desempeñó como magistrado del Tribunal Constitucional desde 1998 hasta 2002, año en el que cesa por enfermedad, siendo sustituido por Jorge Rodríguez-Zapata.

## Academias
Era miembro de: 
- la Real Academia de Jurisprudencia y Legislación (desde 1972).
- la Real Academia de Ciencias Morales y Políticas.

## Libros
Autor de varios tratados jurídicos, destacan entre sus obras los Comentarios a la Constitución y, sobre todo, el Tratado de Derecho Administrativo, de obligado estudio para decenas de miles de estudiantes de Derecho en España durante décadas y popularizado como el Garrido Falla.